# جيمي شرودر
جيمي شرودر (بالإنجليزية: Jamie Schroeder) هو مجدف أمريكي، ولد في 9 سبتمبر 1981 في ويلميت في الولايات المتحدة.

## وصلات خارجية
- جيمي شرودر على موقع الاتحاد الدولي للتجديف (الإنجليزية)
- جيمي شرودر على موقع اللجنة الأولمبية الدولية (الإنجليزية)
- جيمي شرودر على موقع أوليمبيديا (الإنجليزية)